# Liste der Naturdenkmale in der Samtgemeinde Radolfshausen
Die Liste der Naturdenkmale in der Samtgemeinde Radolfshausen nennt die Naturdenkmale in der Samtgemeinde Radolfshausen im Landkreis Göttingen in Niedersachsen.

## Naturdenkmale
| Bild            | Bezeichnung                   | Ort, Lage                                       | Beschreibung | Schutzzweck                                  | Nummer     |
| --------------- | ----------------------------- | ----------------------------------------------- | --- | -------------------------------------------- | ---------- |
| BW              | Roterle auf der Vogelwiese    | Ebergötzen (51° 34′ 4,2″ N, 10° 6′ 2,7″ O)      | Die aus 10 Stämmen zusammengewachsene imposante Roterle prägt ihre Umgebung. | Seltenheit und Eigenart                      | NDGÖ200101 |
| BW              | Stieleiche auf der Vogelwiese | Ebergötzen (51° 34′ 1,9″ N, 10° 5′ 59,2″ O)     | Die große freiwachsende Stieleiche mit breiter, ausladender Krone prägt ihre Umgebung. | Eigenart und Schönheit                       | NDGÖ200102 |
| BW              | Eiche in Landolfshausen       | Landolfshausen (51° 32′ 27,4″ N, 10° 6′ 7,9″ O) | Der große freistehende Baum mit gleichmäßig ausgebildeter, ausladender Krone prägt die Ortslage. | Eigenart und Schönheit, das Ortsbild prägend | NDGÖ200404 |
| BW              | Eiche bei Mackenrode          | Mackenrode (51° 31′ 46,8″ N, 10° 4′ 6″ O)       | Die ca. 100 bis 150-jährige Eiche prägt ihre Umgebung als der einzige freistehende Großbaum in einem größeren Bereich.                                                                                 | Eigenart und Schönheit                       | NDGÖ200501 |
| Fotos hochladen | Herrgottslinde                | Bernshausen (51° 33′ 51,8″ N, 10° 10′ 28,4″ O)  | Die ca. 250 Jahre alte Winterlinde steht im Südwesten von Bernshausen. Der Stamm gabelt sich in ca. 4 m Höhe in 4 starke Hauptschäfte, die durch Eisenringe und Drahtseile miteinander verankert sind. | Seltenheit und Schönheit                     | NDGÖ200701 |
| Fotos hochladen | Linde                         | Bernshausen (51° 34′ 0,2″ N, 10° 10′ 29,7″ O)   | Sehr gleichmäßig gewachsene, große Winterlinde im Pfarrgarten in Bernshausen. | Eigenart und Schönheit                       | NDGÖ200702 |
| Fotos hochladen | 2 Linden                      | Seeburg (51° 33′ 47,3″ N, 10° 9′ 3,8″ O)        | Die beiden Winterlinden stehen einzeln auf der Ostseite der Kirche in Seeburg. | Eigenart und Schönheit                       | NDGÖ200801 |
| Fotos hochladen | Kirchenlinde                  | Seulingen (51° 32′ 31,1″ N, 10° 9′ 39,8″ O)     | Die ca. 400 Jahre alte Sommerlinde steht auf der Ostseite der Kirche von Seulingen. | Eigenart und Schönheit                       | NDGÖ200901 |
| BW              | Eiche                         | Waake (51° 33′ 3,2″ N, 10° 4′ 9,3″ O)           | Der mächtige Baum mit 30 m Höhe und einem Stammdurchmesser von 1,7 m sowie einem Alter von ca. 300 Jahren steht am Westrand des Waldgebietes in den Schweckhäuser Bergen.                              | Seltenheit, Eigenart und Schönheit           | NDGÖ201101 |